# Seal Rock (Oregon)
Seal Rock è una comunità costiera non incorporata nella Contea di Lincoln, Oregon, Stati Uniti, tra Newport e Waldport sulla U.S. Route 101, .
La comunità prende il nome dalle Seal Rocks, una sporgenza di rocce parzialmente sommerse che parallela alla costa per circa 4 miglia (6,4 km). In lingua nativa Chinook Jargon la zona era chiamata Seal Illahe, che significa "luogo delle foche" o "casa delle foche", mentre "Seal Rocks" era il modo in cui la località veniva chiamata in tempi pionieristici, quando era una comunità di villeggiatura. Il nome "Seal Rock" sembra riferirsi all'unica grande roccia, a circa 6 metri (20 ft) sopra l'acqua, dove un tempo riposavano centinaia di foche e leoni marini.
Seal Rock fu il capolinea della Corvallis & Yaquina Bay Wagon Road, che fu la prima strada per raggiungere la costa dell'Oregon dalla Willamette Valley. La città di Seal Rock fu ricostruita nel 1887 e furono costruiti tre blocchi di hotel, ma lo sviluppo ritardò e le attività della compagnia stradale furono trasferite al promotore della Oregon Pacific Railway, Thomas Egenton Hogg (1828–1898). L'ufficio postale di Seal Rock è stato fondato nel 1890.
Il Seal Rock State Recreation Site è un sito diurno che include pozze di marea e un tratto di spiaggia.
Seal Rock è anche il nome di un sito archeologico a indirizzo limitato nelle vicinanze che è elencato nel Registro nazionale dei luoghi storici.